# Komárany
Komárany jsou obec na Slovensku v okrese Vranov nad Topľou. Katastrem obce protéká řeka Topľa. Žije zde 505 obyvatel.
První písemná zmínka o obci pochází z roku 1303. Nachází se zde římskokatolický kostel svatého Michaela archanděla. Na okraji obce se nachází železniční stanice, kterou prochází neelektrifikovaná železniční trať spojující Prešov a Humenné.